# 蕭耀南
蕭 耀南（しょう ようなん）は、清末民初の軍人。北京政府、直隷派に属した。字は、珩珊。

## 事績

### 清末の事跡
祖父は塾教師、父は魚商人・行商人の家庭に生まれる。当初は学問を志したが芽が出ず、武昌で軍に加わった。1900年（光緒26年、張之洞が創設した湖北将弁学堂に入学し、卒業後に新軍で昇進を重ねた。
1909年（宣統元年）冬、北洋第3鎮統制曹錕の下で参謀官に任命され、その信任を得る。1910年（宣統2年）、第3鎮第9標第3営管帯を兼任した。1911年（宣統3年）、蜂起した革命軍討伐のために山西省へ向かい、革命軍撃破に貢献して第12標標統に昇進した。

### 直隷派としての活動
中華民国成立後、第3鎮は第3師に改組され、引き続き曹錕が師長、蕭耀南が参謀長をつとめた。1913年（民国2年）、蕭は第9団団長に任命された。さらに河南省で白朗討伐に貢献したことから、陸軍少将銜を授与される。1914年（民国3年）、曹が長江上遊警備司令に任命され、岳州（現在の湖南省岳陽市）に駐屯すると、蕭は引き続き司令部参謀長をつとめた。
1915年（民国4年）12月、護国戦争（第三革命）が勃発すると、曹錕・蕭耀南らは護国軍討伐のために四川省入りし、護国軍と交戦した。その後、蕭は衛隊統領に任命されている。1916年（民国5年）6月に袁世凱が死去すると、曹は直隷督軍に異動して3個混成旅を率いる。蕭は、その下で第3混成旅旅長に任命された。
1917年（民国6年）、段祺瑞・曹錕の命令により、蕭耀南は呉佩孚に属して南方政府と戦うために湖南省に進軍した。しかし、1916年（民国7年）6月、呉・蕭らは南方政府との戦いを拒否して、連名で電報を打ち、南北和平を唱えた。1920年（民国9年）7月の安直戦争でも、蕭は引き続き呉の指揮下で安徽派と戦い、直隷派の勝利に貢献した。これにより、蕭は第25師師長に昇進した。鄭州に駐屯し、陸軍中将銜を授与されている。

### 湖北督軍となる
1921年（民国10年）7月、湖北督軍王占元に対し、「鄂人治鄂」のスローガンを唱える湖北省各層の反感が強まる。それを見た蕭耀南は、王からその地位を奪おうと画策しはじめた。そして、湖南督軍趙恒惕に攻撃された王を、蕭は故意に見捨て、王を下野に追い込んだ。同年8月、蕭は湖北督軍兼両湖巡閲使に任命された。1922年（民国11年）4月の第1次奉直戦争でも、蕭は南方に対する備えを固め、呉佩孚の後顧の憂いを断った。
1923年（民国12年）2月7日、京漢鉄路総工会の大規模デモ鎮圧（「二・七惨案」）に際して、蕭耀南も、呉佩孚の命に従い武力鎮圧に深く関与した。さらに同年10月の曹錕の総統選挙でも、蕭は、その選出のために各種工作に尽力した。なお曹は、賄賂を用いて総統選出を図ったため、それを嫌う呉との間で対立が発生したが、蕭が調停して両者を取り持っている。曹の総統選出後、蕭は引き続き両湖巡閲使をつとめ、さらに上将軍・勲一位を授与された。1924年（民国13年）2月には、湖北省長も兼任している。

### 混戦の最中に死す
同年9月、第2次奉直戦争が勃発すると、蕭耀南は当然直隷派として参戦した。馮玉祥の北京政変（首都革命）により直隷派は敗北したため、蕭は、逃れてきた呉佩孚を湖北省に迎え入れた。しかし蕭は、国内情勢の変化を見て段祺瑞に接近し、もはや呉を積極的に支援しようとはしなかった。むしろ呉が再起を図ろうとするたびに、これに圧力を加えて下野に追い込んでいる。
1925年（民国14年）7月ごろに奉天派が南方に勢力を拡大してくると、蕭耀南は、再び呉佩孚を湖北省に迎え入れた。呉は、奉天派討伐のための14省討賊聯軍司令部を設立し、蕭は湖北討賊聯軍総司令兼後方籌備総司令に任命された。その後まもなく、呉は奉天派と関係を修復している。呉が馮玉祥討伐のため河南省に進軍すると、蕭は湖北でその背後を固めた。しかし、その戦いの最中の1926年（民国15年）2月14日、蕭は肺病により急死した。享年50（満48歳）。